# Jean Ganière
Jean Ganière (1615-1666) est un graveur, éditeur et marchand d'estampes français.

## Biographie
Jean Ganière, fils d'un imprimeur lyonnais, fut placé en apprentissage à Paris chez Jean Vallet. Après la mort de Vallet en 1637, il épousa sa veuve, Marguerite de Lericourt, et s'imposa comme graveur, imprimeur d’estampes et marchand de la rue Saint-Jacques à l'image de Sainte-Catherine, puis à l'image Saint-Louis en 1652.
Il fut chargé par Guillaume Tiffy, chanoine de la cathédrale de Lodève, de graver pour une édition du Nouveau Testament « cent cinquante trois planches sur cuivre in-folio. Sur chacune il y aura figures des évangélistes et des saints et au bas sera gravé le sens moral ».
Jean Ganière forma de très nombreux apprentis, comme Nicolas Regnesson (vers 1616-1670), Dominique Leroy, Nicolas Bonnart (vers 1637-1718), René Lochon, Pierre Landry ou Nicolas Levesque (vers 1640-après 1712).
Son fonds comporte des portraits, des représentations hagiographiques et des almanachs.
La planche qu'il grava pour l'Almanach de 1653, intitulée Déroute et confusion des Jansénistes (fin 1653), fut tirée à 16 000 exemplaires.
Jean Ganière mourut en 1666. Il fut enterré à Saint-Séverin le 9 juin 1666. Sa maison d'édition fut reprise par sa veuve, jusqu'en 1674, puis par son fils, Étienne Ganière.

## Œuvres
Le catalogue des oeuvres de Jean Ganière, rédigé pour l'Inventaire du fonds français à partir des collections du département des Estampes et de la Photographie de la Bibliothèque nationale de France comporte 153 numéros.
- La déroute et confusion des jansénistes (Almanach pour l'année 1654), 1653
- Louis XIII, (39,2 × 26,1cm), British Museum[5]
- Philippe IV, roi d'Espagne, (29,5 × 19,5cm), Bibliothèque de l'École polytechnique fédérale de Zurich[6]
- La Diseuse de bonne aventure, (34,8 × 49,3cm), Bibliothèque de l'École polytechnique fédérale de Zurich[7]
- Marie de Médicis, reine de France, (40 × 27,1cm), British Museum[8]
- Cardinal de Richelieu, Gallica[9]
- Marie Madeleine, couchée dans une grotte,  (18 × 21,8cm), Musées d'art de Harvard[10]
- Armoiries du révérend père Guillaume Bellot, Metropolitan Museum of Art[11]

Œuvres de Jean Ganière
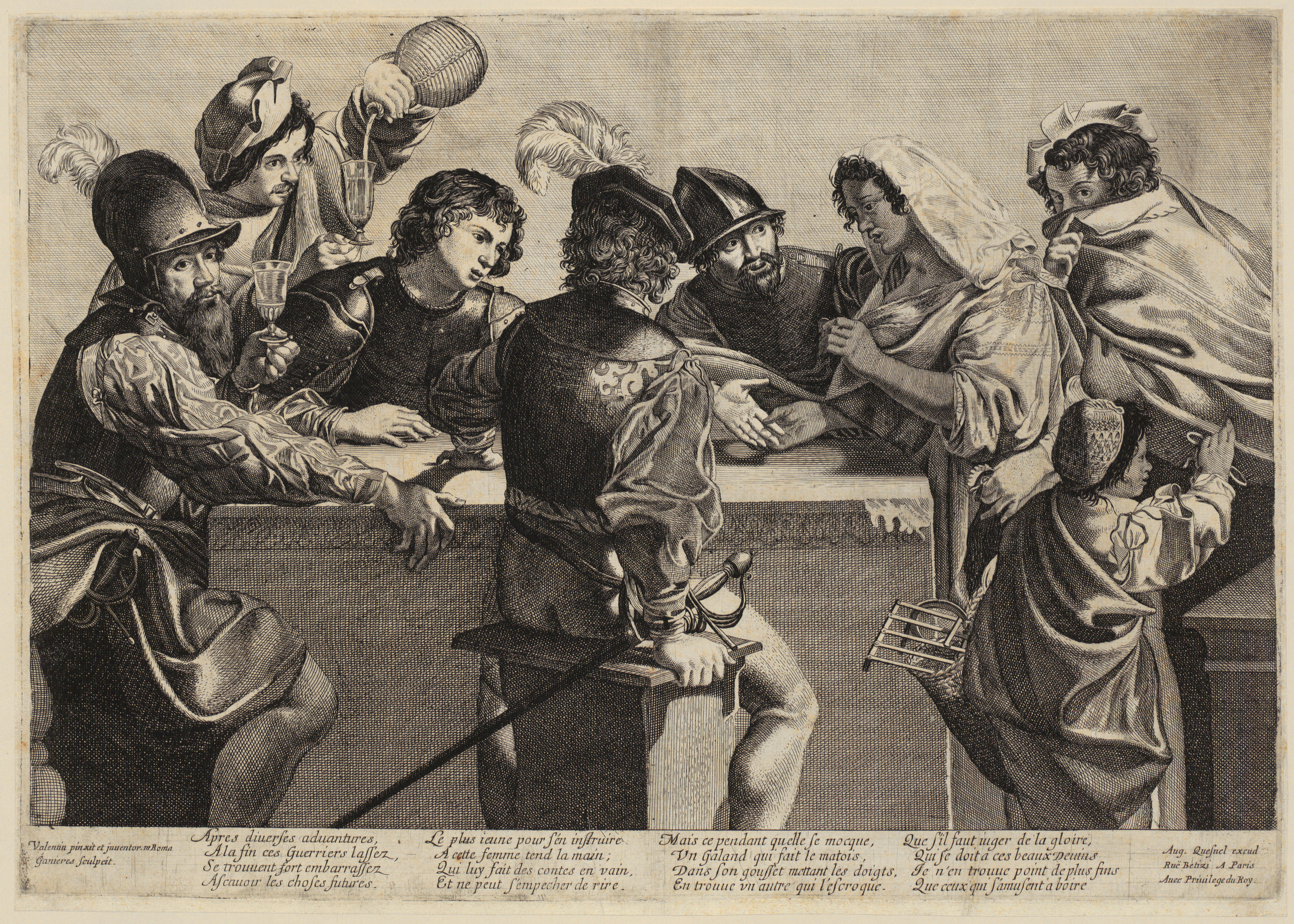
La diseuse de bonne aventure
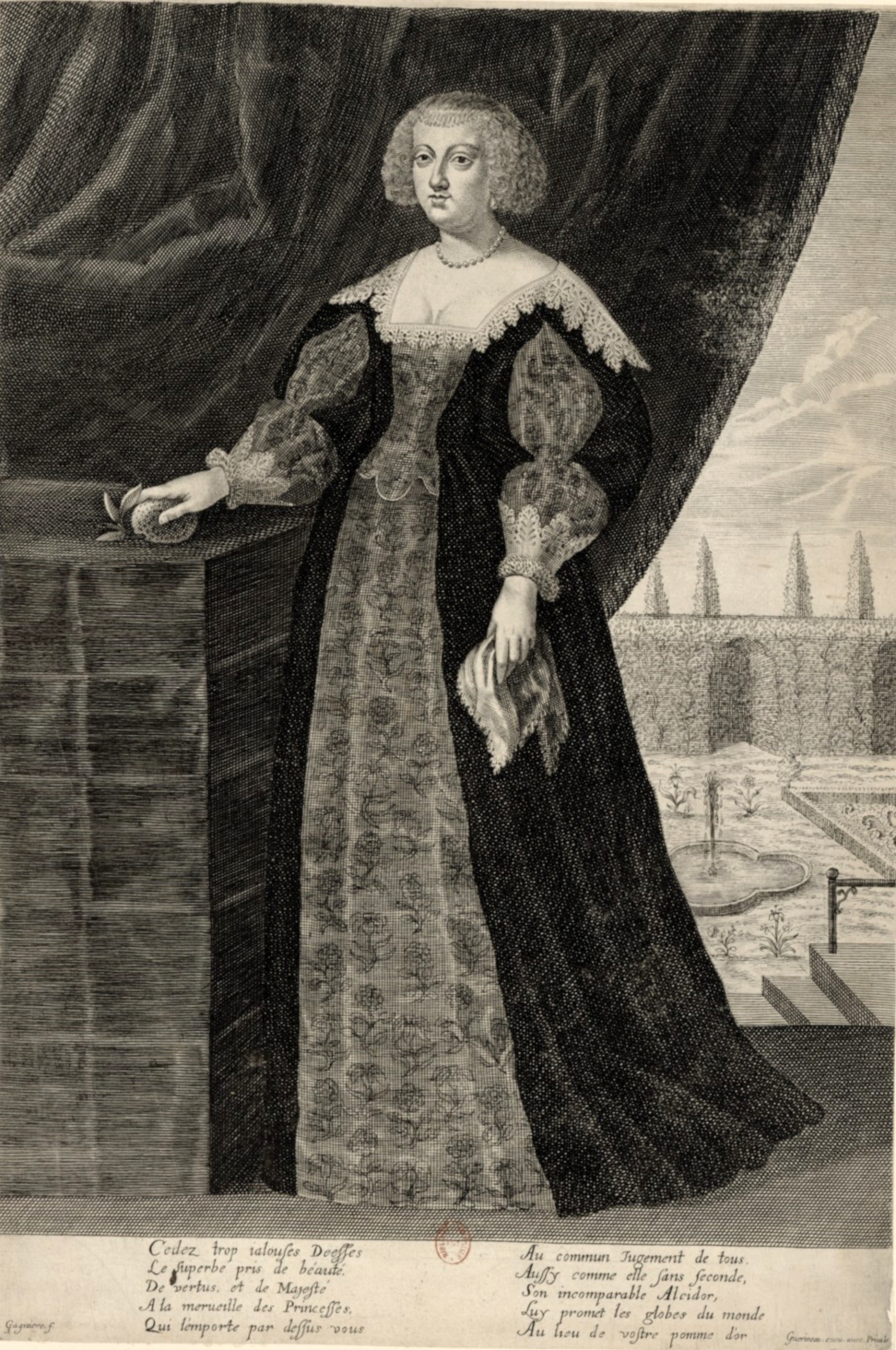
Marie de Médicis
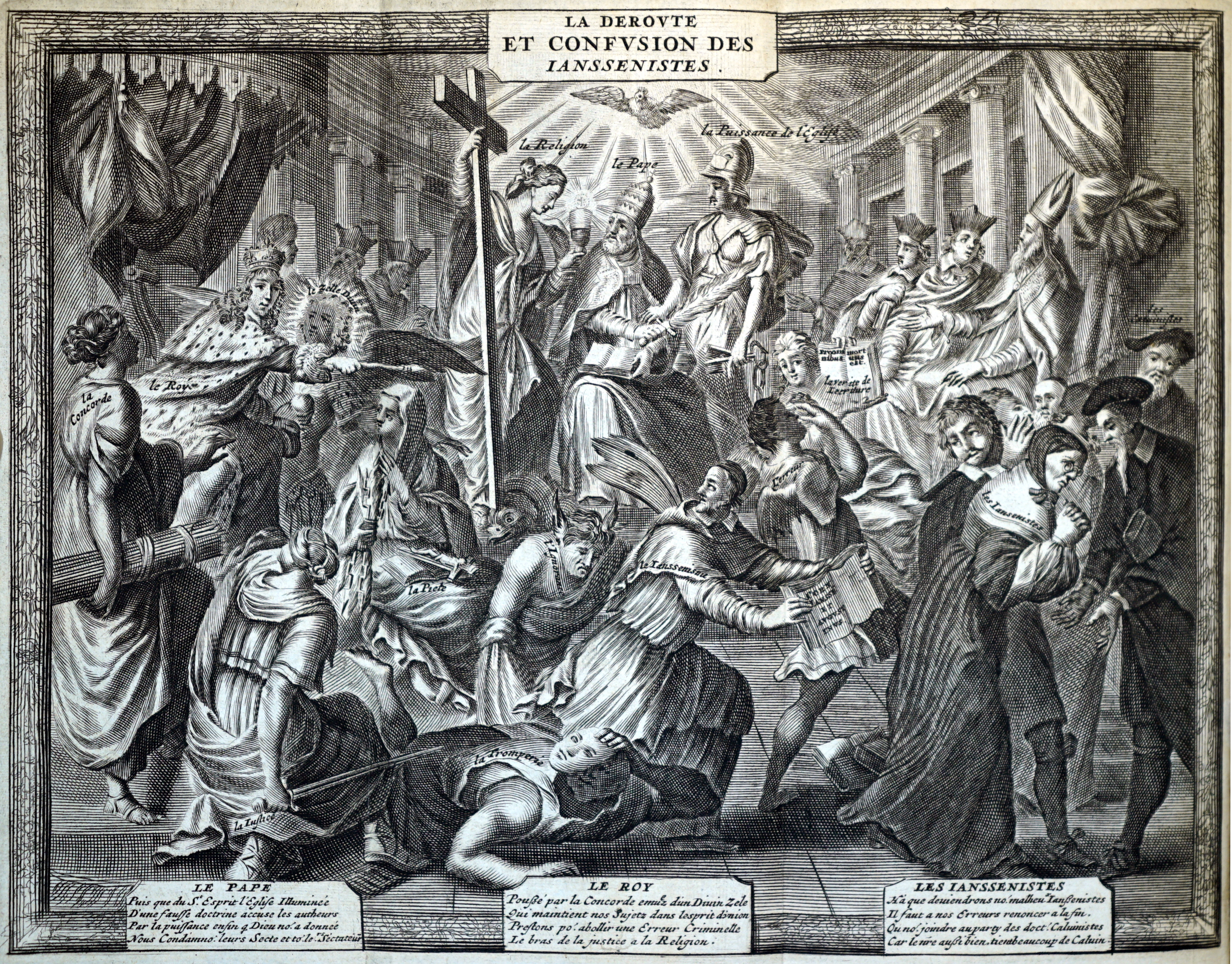
La déroute et confusion des jansénistes